# مارغريت هيكس
مارغريت هيكس (بالإنجليزية: Margaret Hicks)‏ هي مهندسة معمارية أمريكية، ولدت في 1858، وتوفيت في 1883 في كامبريدج في الولايات المتحدة.